# Transvaalbuurt
Die Transvaalbuurt (deutsch Transvaalviertel) ist ein Stadtteil in Amsterdam-Oost in der Provinz Nordholland. Die Bezeichnung des Stadtteiles stammt von dem einst selbstständigen Transvaal im heutigen Südafrika. Nach dem Zweiten Burenkrieg (niederländisch Tweede Boerenoorlog) bekamen mehrere Städte und Dörfer in den Niederlanden den Namen von Personen aus Transvaal, so auch die Transvaalbuurt in Amsterdam. Das Viertel hatte 2024 8.770 Einwohner auf einer Grundfläche von 38 Hektar.

## Geschichte
Anfang 1900 wurden in der Transvaalbuurt die Wohnungen im Stil der Amsterdamer Schule gebaut. Zu dieser Zeit und teilweise heute war der Stadtteil ein Arbeiterviertel („Arbeiderswijk“). Der Plan zum Anlegen von Straßen wurde von dem niederländischen Architekten Hendrik Petrus Berlage entworfen. Bei Renovierungen von Gebäuden und Wohnungen wurden und werden diese im ursprünglichen Zustand wiederhergestellt damit der historische Charakter bewahrt bleibt. In einem Gutachten der Wohnungsbaugesellschaft „Eigen Haard“ wurde die Transvaalbuurt als größter Gewinner („grootste Winnaar“) der besten Amsterdamer Stadtviertel genannt.
Im Beginn des 19. Jahrhunderts wurde der Stadtteil Afrikanerbuurt („Afrikanerviertel“) genannt. Um 1912 veränderte der Namen in Transvaalbuurt. Die ersten Straßen bekamen 1904 ihren Namen, Pretoriusstraat, Retiefstraat, De la Reystraat, Laing`s Nekstraat und 1912 die Transvaalstraat.  Das Viertel liegt zwischen der Transvaalkade im Süden, der Linnaeustraat im Osten, der Wibautstraat im Westen und im Norden zwischen der Amstelstation und der Muiderpoortstation. Straßen und Plätze wurden unter anderem nach Marthinus Theunis Steyn (ehemaliger Präsident von Oranje-Freistaat), Paul Kruger und Steve Biko genannt. Nach Angaben der Politie (Polizei) Amsterdam-Amstelland war die Transvaalbuurt 2007 ein Problemgebiet mit Drogendealern und -konsumenten, so im „Veiligheidsindex 2007“ der Gemeinde Amsterdam. Nach dem Rotlichtbezirk De Wallen kam die Transvaalbuurt auf Platz zwei. Aus diesem Grund wurde von der Polizei ein „Projectteam“ gegründet, das Kontrollen ausführte für die Sicherheit der Bevölkerung.
Um 2007 war die Transvaalbuurt einer der am meisten benachteiligten Wohngebieten in den Niederlanden. Hohe Arbeitslosigkeit, kleine reparaturbedürftige Wohnungen und Betriebe kennzeichneten das Viertel. Der Platz Krügerplein war bekannt und berüchtigt als Gebiet, indem die Polizei sich nach Sonnenuntergang nicht mehr sehen lassen durfte. Durch die Zusammenarbeit von dem Stadtbezirk Amsterdam-Oost, der Polizei, den Unternehmern, den Bewohnern und der Welzijnsorganisatie (etwa: „Organisation für öffentliches Sozialwesen“) Dynamo wurde die Situation verbessert. Wohnungen, öffentliche Plätze und Geschäfte wurden renoviert, für neue Betriebe günstige Bedingungen geschaffen und es wurde ein Ondernemerprijs („Unternehmerpreis“) ins Leben gerufen.

## Transvaalbuurt West
Der westliche Teil der Transvaalbuurt wird begrenzt durch die Straßen: Maritzstraat, Schalkburgerstraat, Wibautstraat, Transvaalkade, Tugelaweg und dem Krügerplein. Soziale Einrichtungen sind das Stadtteil- und Dienstenzentrum Transvaal, Streetcornerwork, Stichting Sociaal Culturell Centrum Marokanen („Stiftung Sozial-kulturelles Zentrum für Marokkaner“, SSCcM), ein Jugendzentrum, Migrantenorganisatie El Itihaad Choora und Computerzentrum Buurt-Online, außerdem drei Grundschulen: eine öffentliche, eine christliche und eine islamische Schule.
Die Transvaalbuurt hat den Charakter eines Arbeiterviertels (auch „volkswijk“ genannt) mit hoher Arbeitslosigkeit, zahlreichen kleinen Wohnungen und schwacher ökonomischer Entwicklung mit einer großen Anzahl ausländischer Mitbürger.

## Jüdisches Viertel

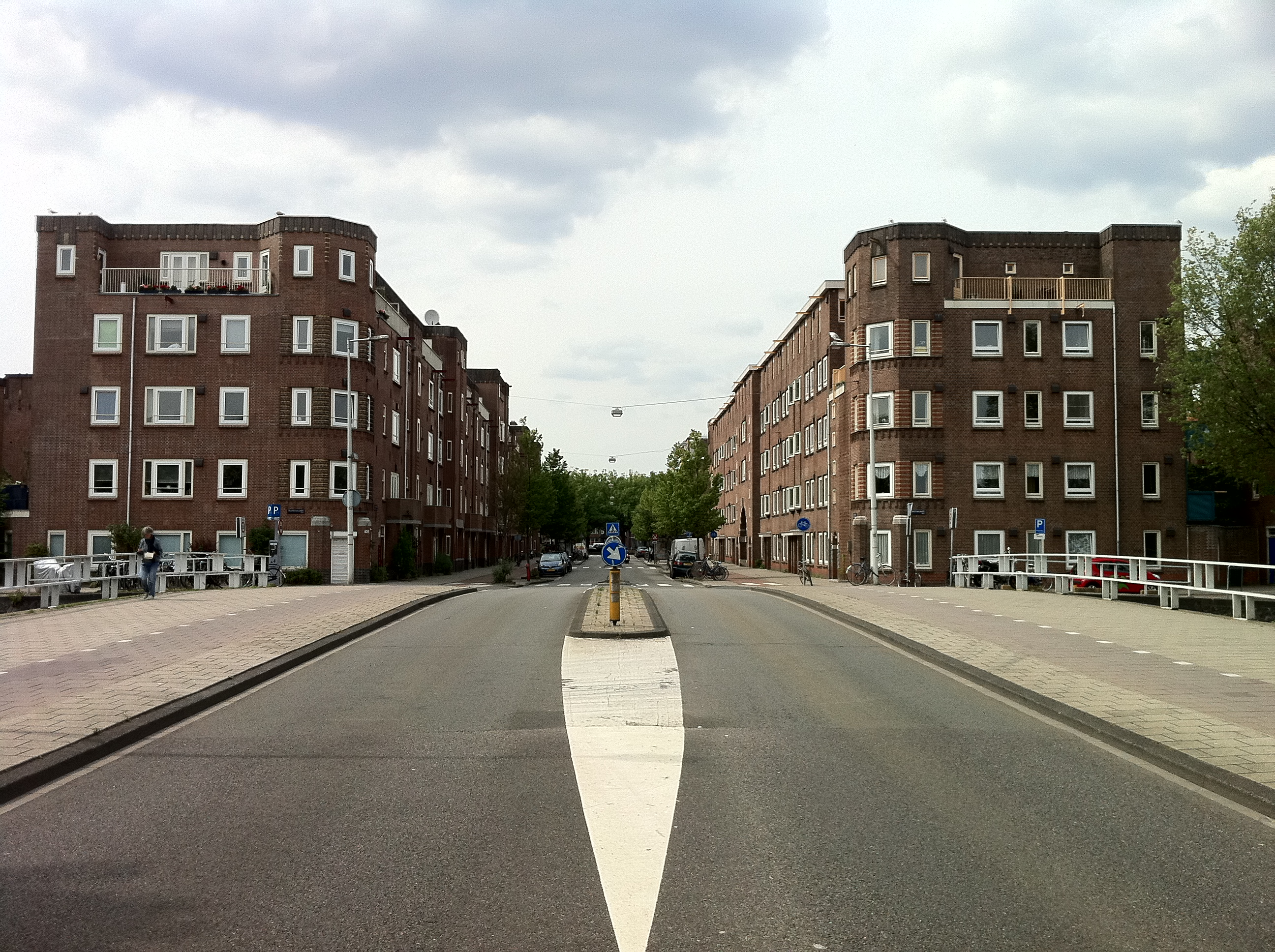
Die Transvaalkade gehörte zum früheren „Judenviertel“ (Kreuzung Schalk Burgerstraat)

Die Transvaalbuurt hatte Ende der 1920er Jahre einen großen Bevölkerungsanteil jüdischer Bürger von etwa 70 %, von denen viele als Diamantschleifer, Inhaber kleinerer Betriebe und Markthändler tätig waren. Die Bewohner waren meist sozialistisch orientiert. Die Jugendlichen waren zum Teil in der Arbeider Jeugd Central (etwa: „Arbeiter Jugendzentrum“) organisiert, die älteren Bürger in der Sociaal-Demokratischen Arbeiderpartij (SDAP; Vorgänger der niederländischen Partij van de Arbeid) oder im „Diamantbewerkersbond“. Die klassenbewussten jüdischen Arbeitnehmer zogen aus den älteren jüdischen Vierteln (Jodenbuurt), Valkenburg und Uilenburg in die Transvaalbuurt wegen der damals modernen Einrichtungen: größere Wohnungen mit fließend Wasser und Toiletten. Die meist kleinen Geschäfte hatten keine Ladenschlusszeit.
Im Zweiten Weltkrieg war die Transvaalbuurt von den deutschen Nationalsozialisten als Ghetto beziehungsweise „jüdisches Viertel“ ausgewiesen. Viele der jüdischen Bürger mussten aus anderen Stadtteilen in die Transvaalbuurt umziehen und durften keine öffentliche Einrichtungen (Kino, Cafés und Märkte) besuchen. Es wurden regelmäßig Razzien durchgeführt und bei der Muiderpoorstation wurden die Juden in Zügen nach Konzentrationslagern gebracht. Am 20. Juni 1943 fand die letzte große Razzia statt und 5000 Juden wurden nach Westerbork abgeführt. 1930 zählte das Viertel etwa 20.000 jüdische Bewohner, 1943 waren keine mehr anzutreffen.
Im Hausgiebel der Wohnung Transvaalplein Nr. 1 wurde ein zweifarbiger Davidstern angebracht zur Erinnerung an die jüdischen Opfer des Nationalsozialismus und zur Mahnung und Warnung („Waarschuwing“) für heutige Äußerungen von Diskrimination und Rassismus. Jährlich am 4. Mai findet am Buikschotmonument eine Totenehrung statt.